# (3738) Отс
(3738) Отс (лат. Ots) — типичный астероид главного пояса, открыт 19 августа 1977 года советским астрономом Николаем Черных в Крымской астрофизической обсерватории и 1 сентября 1993 года назван в честь советского певца Георга Отса.

## Обнаружение и именование
(3738) Отс
Открыт 19 августа 1977 года в Научном Н. С. Черных.
Назван в память об оперном певце Георге Карловиче Отсе (1920—1975).
Оригинальный текст (англ.)3738 Ots
Discovered 1977-08-19 by Chernykh, N. at Nauchnyj.
Named in memory of the opera singer Georg Karlovich Ots (1920—1975).
Источники: DISCOVERY.DB; M.P.C. 22499.

## Орбита

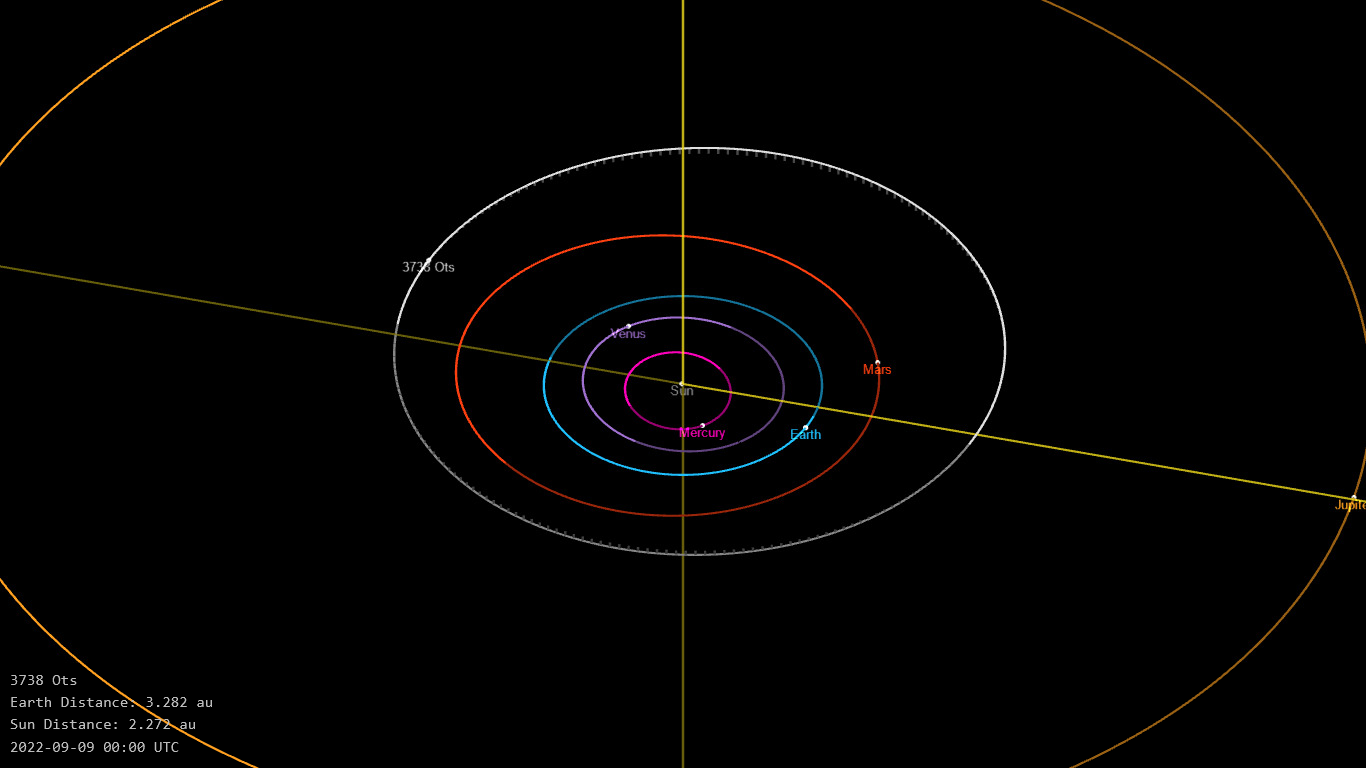
Орбита астероида Отс и его положение в Солнечной системе

## Физические характеристики
Астероид относится к таксономическому классу S.
По результатам наблюдений в видимом и ближнем инфракрасном диапазоне космического телескопа NEOWISE и наблюдений в инфракрасном диапазоне спутника Akari диаметр астероида сначала оценивался равным 7,218±0,037 км, позже — 6,15±0,64 км, 5,63±0,37 км и 7,036±0,090 км. Согласно тем же источникам альбедо оценивается как 0,2578±0,0439, 0,388±0,083, 0,423±0,064 и 0,271±0,049.